# Уктеевский сельсовет
Уктеевский сельсовет — муниципальное образование в Иглинском районе Башкортостана.

## История
Согласно «Закону о границах, статусе и административных центрах муниципальных образований в Республике Башкортостан» имеет статус сельского поселения.

## Население
| 2002  | 2009  | 2010  | 2012  | 2013  | 2014  | 2015  |
| ----- | ----- | ----- | ----- | ----- | ----- | ----- |
| 1633  | ↘1603 | ↗1634 | ↘1624 | ↗1634 | ↗1696 | ↘1680 |
| 2016  | 2017  | 2018  |       |       |       |       |
| ↗1718 | ↘1705 | ↗1731 |       |       |       |       |

## Состав сельского поселения
| № | Населённый пункт | Тип населённого пункта       | Население |
| - | ---------------- | ---------------------------- | --------- |
| 1 | Минзитарово      | село, административный центр | ↗514      |
| 2 | Сарт-Лобово      | село                         | ↗423      |
| 3 | Уктеево          | село                         | ↗397      |
| 4 | Кляшево          | село                         | ↘168      |
| 5 | Старые Карашиды  | деревня                      | ↘132      |